# برينت كروس (محطة مترو أنفاق لندن)

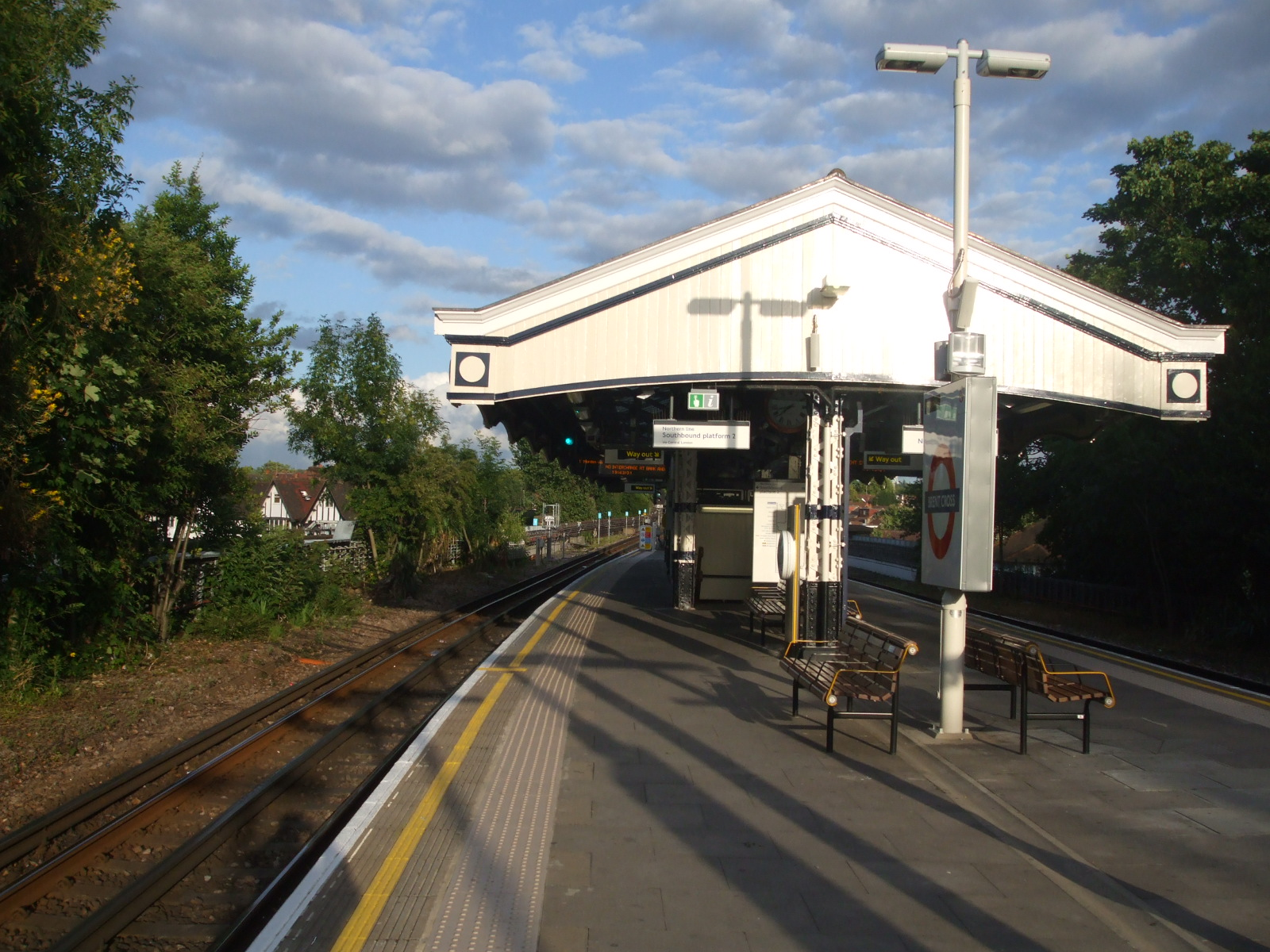
محطة برينت كروس

برينت كروس (بالإنجليزية: Brent Cross)‏ هي إحدى محطات مترو أنفاق لندن. تقع على خط نورذيرن أفتتحت في المنطقة (Zone) رقم 3 أفتتحت في 19 نوفمبر 1923.

## معرض صور

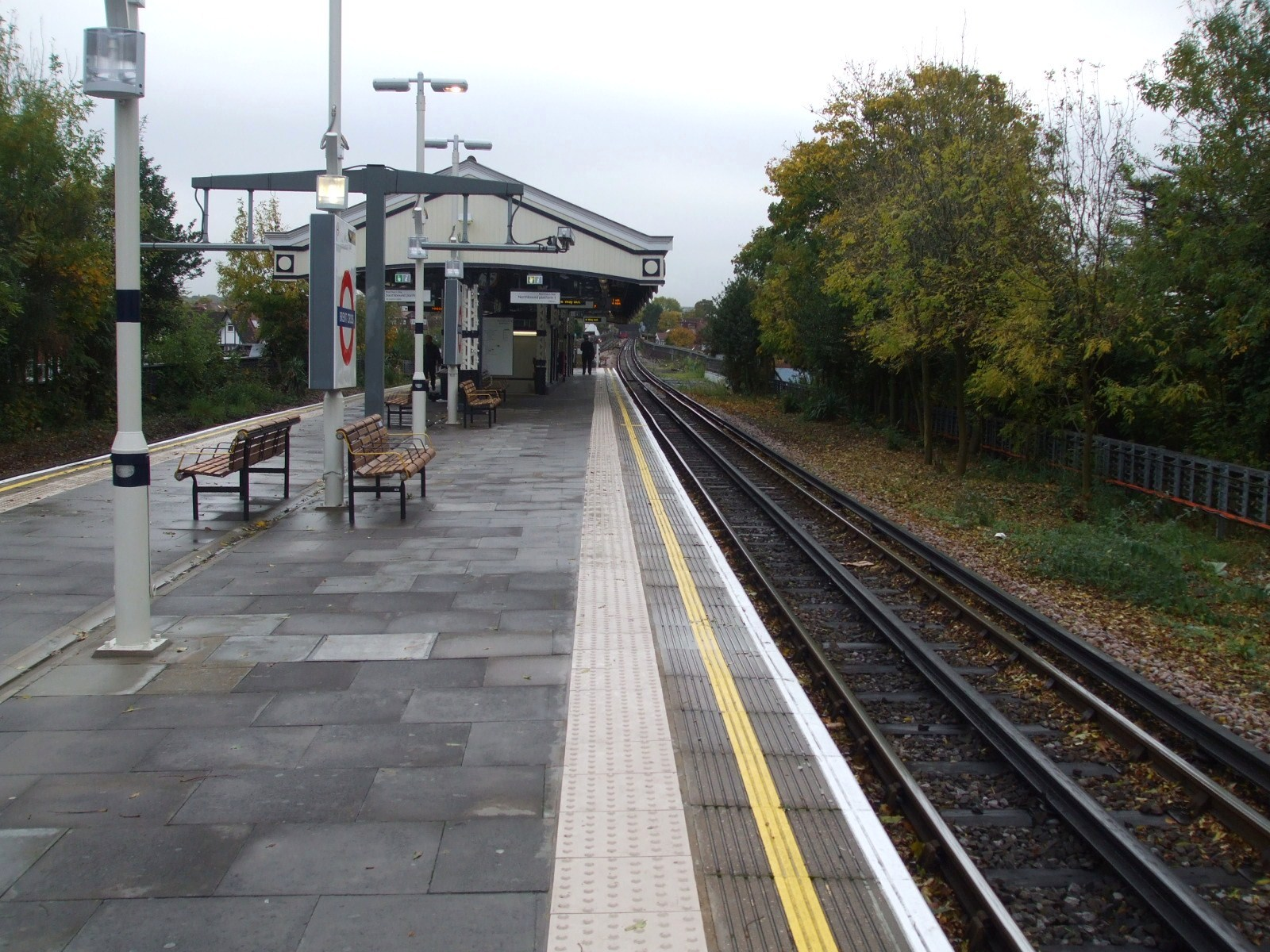
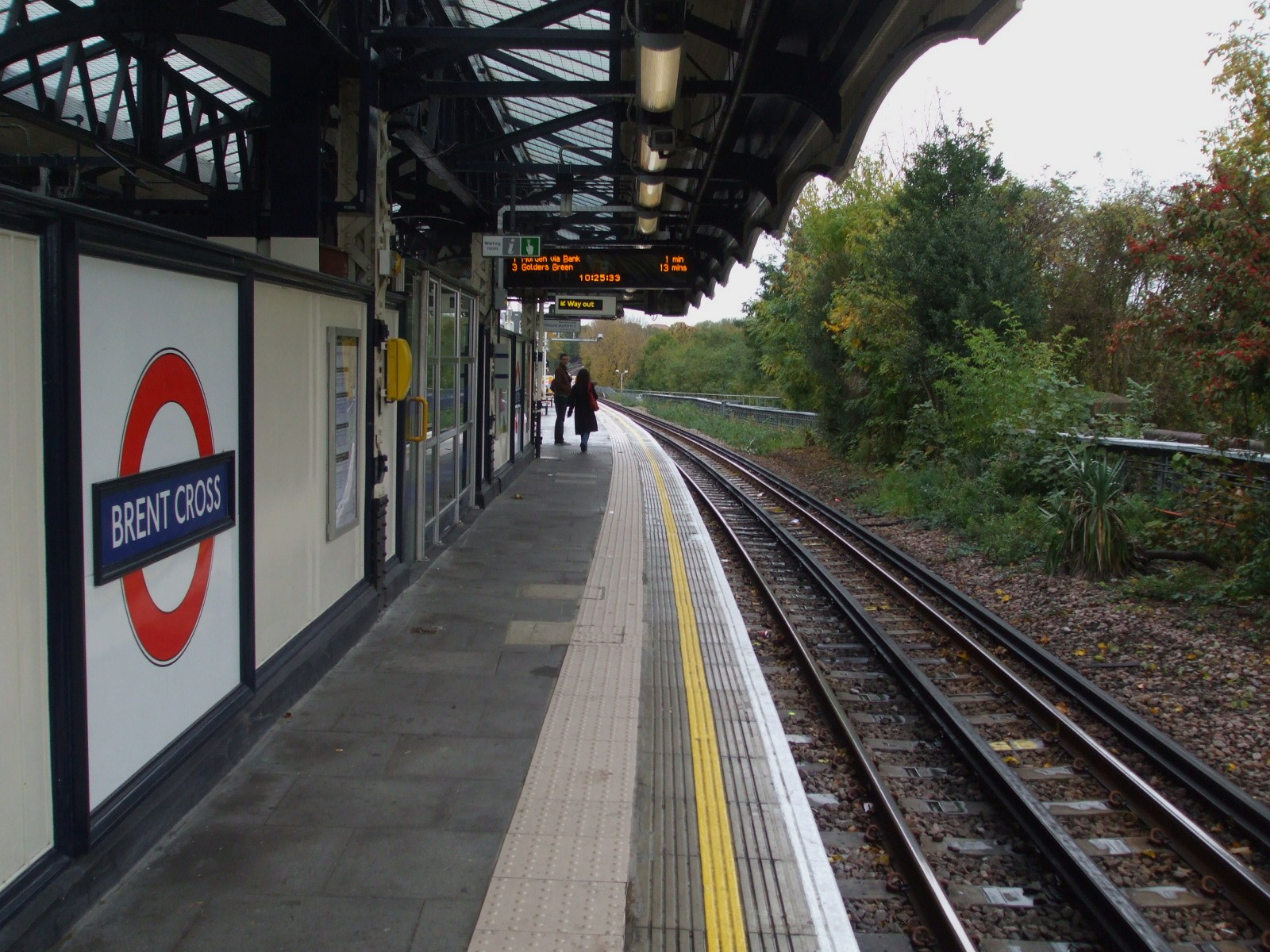
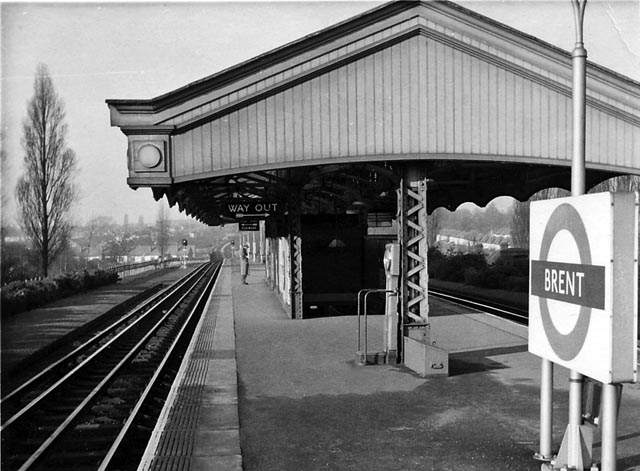
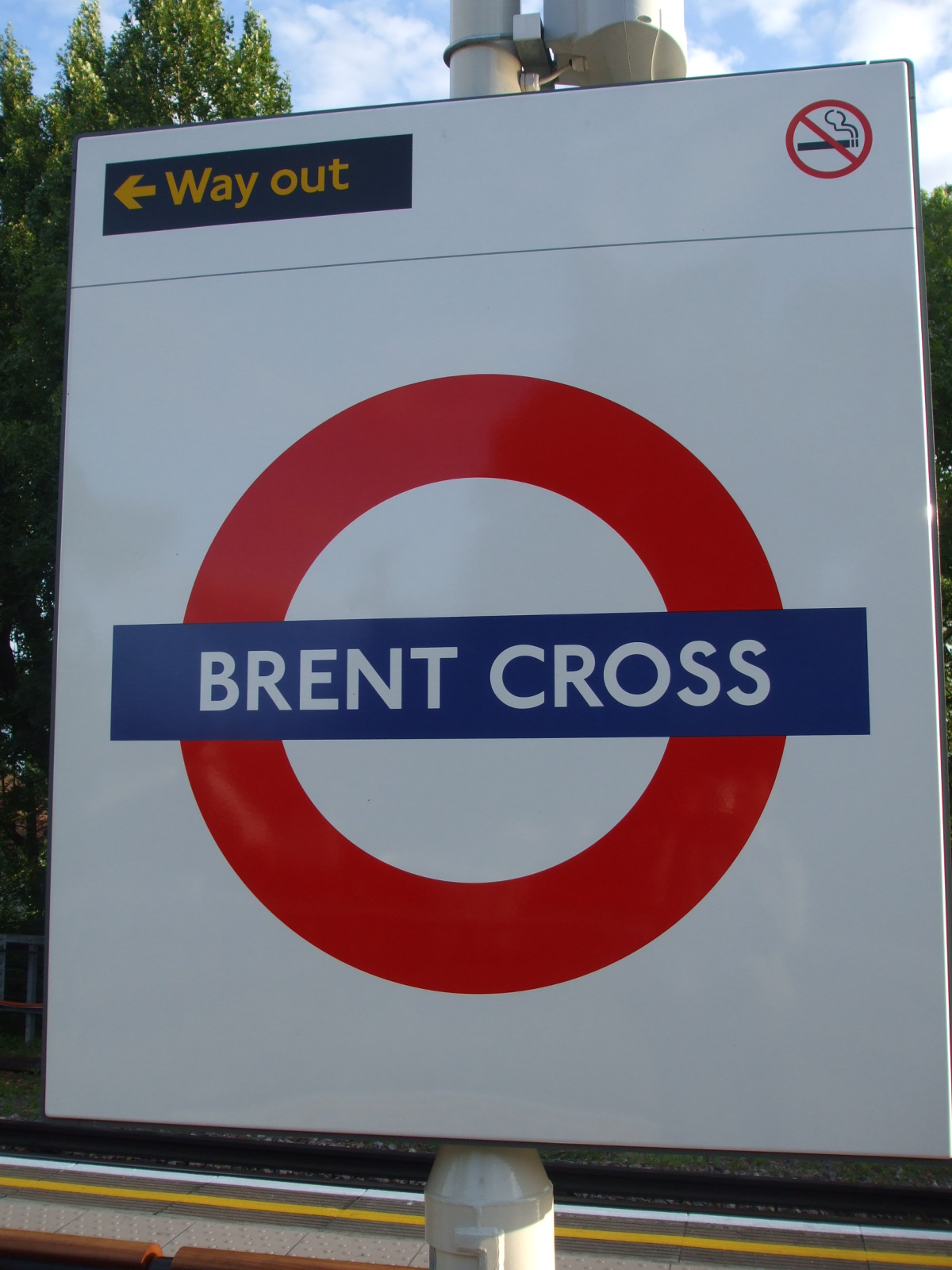
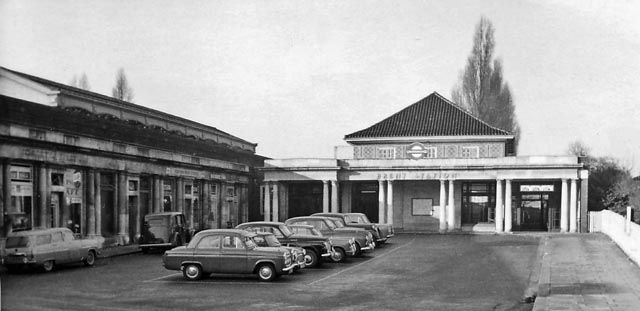
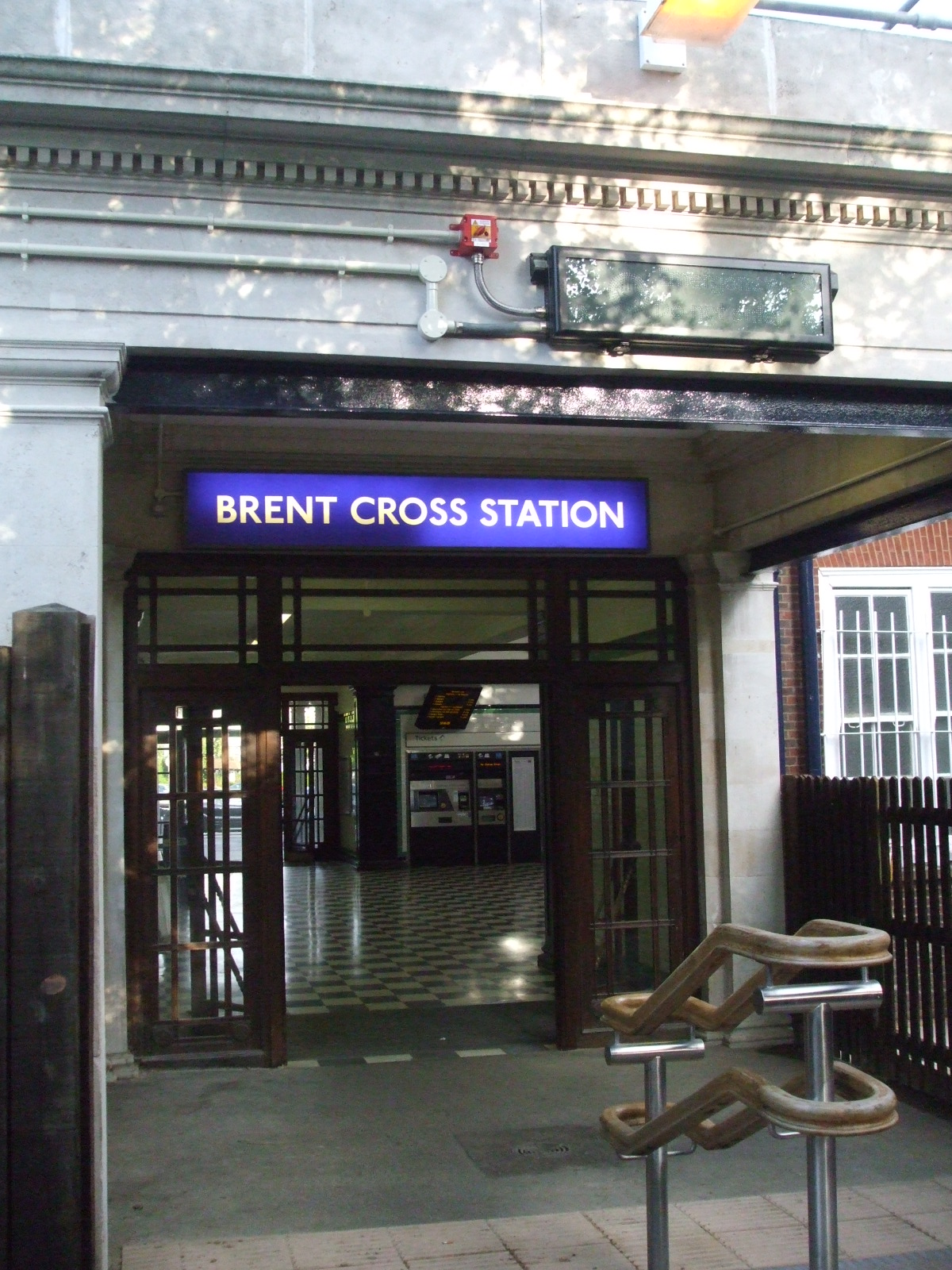